# Glasgow Polytechnic Chess Club
Glasgow Polytechnic Chess Club – szkocki klub szachowy z siedzibą w Glasgow, mistrz Wielkiej Brytanii z 1988 roku, szesnastokrotny zdobywca Richardson Cup, trzykrotny zwycięzca Scottish National Chess League.

## Historia
Klub został założony w 1919 roku. Jego nazwa pochodzi od domu towarowego Royal Polytechnic Johna Andersona, gdzie początkowo spotykali się członkowie klubu. Członkami klubu w okresie międzywojennym i po zakończeniu II wojny światowej byli m.in. Florence Frankland Thomson (sześciokrotna mistrzyni Szkocji i uczestniczka mistrzostw świata 1937), Eileen Tranmer (czterokrotna mistrzyni Wielkiej Brytanii i uczestniczka mistrzostw świata 1949/1950) i Alexander Aird Thomson (mistrz Szkocji 1951, reprezentant kraju na trzech olimpiadach). W 1931 roku zespół wygrał Spens Cup, powtarzając to osiągnięcie w latach 1935 i 1955. W 1952 roku zespół po raz pierwszy zdobył Richardson Cup, pokonując Bohemian Chess Club. Po raz drugi puchar ten klub wygrał w roku 1957 po pokonaniu Bon Accord Chess Club. W latach 1978–1979 i 1986 ponownie zdobyto puchar. W sezonie 1985/1986 zespół wygrał Scottish National Chess League (SNCL), następnie dokonał tego w sezonie 1987/1988, a rok później obronił tytuł. W 1988 roku zespół jako pierwszy szkocki klub wygrał rozgrywki National Club Championships, pokonując w finale Bristol & Clifton Chess Club 4:2. W sezonie 1989/1990 klub wystąpił w Pucharze Europy, odpadając w pierwszej rundzie po porażce 0,5:11,5 z CSKA Moskwa. W kolejnych latach zespół wygrywał Richardson Cup, w sezonach 1996, 1999–2004, 2006, 2009, 2011 i 2017, łącznie w swojej historii zdobywając to trofeum szesnaście razy.